# براين ديفينينج
براين ديفينينج (بالإنجليزية: Brian Devening)‏ مواليد 16 يوليو 1967 في ميلواكي، الولايات المتحدة، هو لاعب كرة مضرب أمريكي سابق بدأ مسيرته كمحترف سنة 1990 وكان يلعب باليد اليمنى. أعلى تصنيف له في الفردي كان المركز الـ 277 في سنة 1990. أعلى تصنيف له في الزوجي كان المركز الـ 77 في سنة 1994.

## النهائيات

### الزوجي: 2 (0–2)
| الحصيلة | الرقم | السنة | الدورة                      | الأرضية | الشريك        | المنافس                | النتيجة       |
| ------- | ----- | ----- | --------------------------- | ------- | ------------- | ---------------------- | ------------- |
| الوصافة | 1.    | 1993  | بطولة السويد المفتوحة للتنس | ترابية  | توماس نيداهل  | هنريك هولم أندرس جاريد | 1–6, 6–3, 3–6 |
| الوصافة | 2.    | 1993  | بطولة تشيلي للتنس, تشيلي    | ترابية  | كريستر ألجارد | مايك باور ديفيد ريكل   | 6–7, 4–6      |

## روابط خارجية
- براين ديفينينج على موقع رابطة محترفي التنس (الإنجليزية)
- براين ديفينينج على موقع الاتحاد الدولي لكرة المضرب (الإنجليزية)
- براين ديفينينج على موقع خلاصة التنس.كوم (الإنجليزية)